# 長浦町 (横須賀市)
長浦町（ながうらちょう）は、神奈川県横須賀市の地名。現行行政地名は長浦町一丁目から長浦町五丁目。住居表示は未実施。

## 地理
横須賀市の北部にある田浦地区に属し、東に安針台、南東に西逸見町と山中町、南西に田浦泉町、西に田浦町、北西に田浦港町と接している。

### 地価
住宅地の地価は、2023年（令和5年）1月1日の公示地価によれば、長浦町3丁目53番5の地点で4万4400円/m2、
長浦町5丁目77番5の地点で9万6200円/m2となっている。

## 世帯数と人口
2023年（令和5年）4月1日現在（横須賀市発表）の世帯数と人口は以下の通りである。
| 丁目         | 世帯数    | 人口    |
| ------------ | --------- | ------- |
| 長浦町一丁目 | 171世帯   | 637人   |
| 長浦町二丁目 | 243世帯   | 475人   |
| 長浦町三丁目 | 233世帯   | 441人   |
| 長浦町四丁目 | 151世帯   | 249人   |
| 長浦町五丁目 | 405世帯   | 769人   |
| 計           | 1,203世帯 | 2,571人 |

### 人口の変遷
国勢調査による人口の推移。
| 年                 | 人口  |
| ------------------ | ----- |
| 1995年（平成7年）  | 3,667 |
| 2000年（平成12年） | 3,370 |
| 2005年（平成17年） | 2,975 |
| 2010年（平成22年） | 2,778 |
| 2015年（平成27年） | 2,615 |
| 2020年（令和2年）  | 2,433 |

### 世帯数の変遷
国勢調査による世帯数の推移。
| 年                 | 世帯数 |
| ------------------ | ------ |
| 1995年（平成7年）  | 1,268  |
| 2000年（平成12年） | 1,236  |
| 2005年（平成17年） | 1,145  |
| 2010年（平成22年） | 1,101  |
| 2015年（平成27年） | 1,096  |
| 2020年（令和2年）  | 1,093  |

## 学区
市立小・中学校に通う場合、学区は以下の通りとなる（2022年3月時点）。
- 丁目、番・番地等 : 一丁目〜五丁目、各全域
  - 小学校 : 横須賀市立長浦小学校
  - 中学校 : 横須賀市立田浦中学校

## 事業所
2021年（令和3年）現在の経済センサス調査による事業所数と従業員数は以下の通りである。
| 丁目         | 事業所数 | 従業員数 |
| ------------ | -------- | -------- |
| 長浦町一丁目 | 14事業所 | 5,684人  |
| 長浦町二丁目 | 19事業所 | 65人     |
| 長浦町三丁目 | 11事業所 | 32人     |
| 長浦町四丁目 | 4事業所  | 13人     |
| 長浦町五丁目 | 9事業所  | 110人    |
| 計           | 57事業所 | 5,904人  |

### 事業者数の変遷
経済センサスによる事業所数の推移。
| 年                 | 事業者数 |
| ------------------ | -------- |
| 2016年（平成28年） | 53       |
| 2021年（令和3年）  | 57       |

### 従業員数の変遷
経済センサスによる従業員数の推移。
| 年                 | 従業員数 |
| ------------------ | -------- |
| 2016年（平成28年） | 375      |
| 2021年（令和3年）  | 5,904    |

## 交通

### 鉄道
- 京浜急行電鉄 本線
  - 安針塚駅

### 道路
- 国道16号

## 施設
- 横須賀長浦郵便局

## その他

### 日本郵便
- 郵便番号 : 237-0072[2]（集配局 : 田浦郵便局[15]）。